# Твердохлебово
Твердохле́бово (укр. Твердохлібове; до 2016 г. Свердло́вка) — село, относится к Сватовскому району Луганской области Украины.
Население по переписи 2001 года составляло 9 человек. Почтовый индекс — 92613. Телефонный код — 6471. Занимает площадь 0,57 км². Код КОАТУУ — 4424055405.

## Местный совет
92612, Луганская обл., Сватовский р-н, пгт Нижняя Дуванка, ул. Ленина, 79